# (189202) Calar Alto
(189202) Calar Alto est un astéroïde de la ceinture principale.

## Description
(189202) Calar Alto est un astéroïde de la ceinture principale. Il fut découvert le 17 septembre 2003 à Heppenheim par Felix Hormuth. Il présente une orbite caractérisée par un demi-grand axe de 3,21 UA, une excentricité de 0,07 et une inclinaison de 16,6° par rapport à l'écliptique.

## Compléments